# Robert Pietryszyn
Robert Pietryszyn (ur. 7 czerwca 1979 w Prudniku) – polski polityk, przedsiębiorca, menedżer, w 2016 prezes grupy kapitałowej Grupa Lotos.

## Życiorys
Urodził się w Prudniku. Ukończył technikum budowlane w Raciborzu. Następnie studiował na wydziale prawa, administracji i ekonomii Uniwersytetu Wrocławskiego, gdzie poznał Adama Hofmana. Ukończył studia podyplomowe Master of Business Administration oraz Menedżerskie Studia Podyplomowe z zarządzania firmą na Akademii Ekonomicznej im. Oskara Langego we Wrocławiu. Był jednym z szefów obecnego Forum Młodych PiS w Opolu.
Karierę zawodową rozpoczął w 2002 jako pełnomocnik zarządu spółki Kronn. W latach 2004–2006 zajmował się bankowością inwestycyjną w spółce Profescapital. W 2006 roku został również radnym Rady Miejskiej Miasta Wrocławia, gdzie należał do Klubu Radnych Rafała Dutkiewicza. Z pełnienia funkcji zrezygnował w trakcie trwania kadencji.
Od sierpnia 2006 do marca 2008 pełnił funkcję prezesa klubu piłkarskiego Zagłębie Lubin, z którym zdobył mistrzostwo Polski sezonu 2006/2007 oraz Superpuchar Ekstraklasy 2007. Z jego inicjatywy w latach 2007–2010 zbudowany został Stadion Zagłębia Lubin. Został mianowany Prezesem Roku 2007 w ramach Plebiscytu Piłki Nożnej organizowanego przez tygodnik „Piłka Nożna”. Od 2011 do 2016 roku pełnił funkcję prezesa spółki Wrocław 2012, do której należał wrocławski Stadion Miejski.
W grudniu 2015 dołączył do rady nadzorczej spółki Grupy Lotos. Od stycznia 2016 pełnił funkcję jej przewodniczącego, a także był członkiem zarządu PZU. Od 13 maja 2016 do 9 listopada 2016 był prezesem zarządu grupy, po odwołaniu z tej funkcji Pawła Olechnowicza.
W 2017 został partnerem spółki prawa handlowego R4S zajmującą się usługami z zakresu public relations, która w 2020 podjęła działalność także na Węgrzech.
Od 2021 do 2022 członek Rady Nadzorczej spółki deweloperskiej Develia S.A., do której został zgłoszony przez Nationale-Nederlanden OFE. W latach 2022–2024 członek, w tym od 2023 przewodniczący rady nadzorczej banku PKO BP.